# 1,7-heptanodiol
El 1,7-heptanodiol es un diol de fórmula molecular C7H16O2. Los dos grupos funcionales hidroxilo (-OH) se encuentran en los extremos de una cadena lineal de siete átomos de carbono.

## Propiedades físicas y químicas
El 1,7-heptanodiol es un líquido incoloro que tiene su punto de fusión a 17 - 19 °C y su punto de ebullición a 259 °C.
Posee una densidad ligeramente inferior a la del agua, 0,953 g/cm³.
Los valores estimados para el logaritmo de su coeficiente de reparto, logP, son muy variables y van de 0,46 a 1,26; en cualquier caso, su solubilidad es mayor en disolventes apolares —como el 1-octanol— que en disolventes polares.
En cuanto a su reactividad, es incompatible con agentes oxidantes fuertes.

## Síntesis y usos
El 1,7-heptanodiol puede ser preparado a partir de dimetilfenilsilano y  7-(oxan-2-iloxi)heptan-1-ol, empleando como catalizador cloruro de aluminio mezclado en cloruro de metileno a 0 °C.
La reducción de heptanodioato de dietilo, llevada a cabo bien con etanol anhidro y sodio, o bien con diioduro de samario (SmI2) y agua, es otra manera de obtener este diol.
Aminas y amidas son también precursores útiles para la síntesis del 1,7-heptanodiol. Con una mezcla de azocano, metanol y ácido glicólico —en atmósfera de nitrógeno a 300 °C durante 140 minutos— se obtiene un rendimiento del 61%. La disminución de la temperatura conlleva un menor rendimiento, incluso prolongando el tiempo de reacción.
Por su parte, el 1,7-heptanodiol sirve para sintetizar ácido 7,10‐dihidroxi‐8(E)‐octadecenoico: uno de los grupos hidroxilo se protege con éter de tetrahidropiranilo mientras que el otro se usa para extender la cadena carbonada.
También interviene en la síntesis de (+)-chamuvarinin, compuesto de aplicación médica para el tratamiento de diversas enfermedades, incluida la enfermedad del sueño.
Igualmente se emplea en la elaboración de productos naturales nematicidas, tales como tiocianatina A y 1,8,16-trihidroxihexadecano.
Una aplicación diferente de este diol es, como sustancia de referencia, en la detección de GHB (droga psicotrópica sedante) en saliva por medio de cromatografía de gases-espectrometría de masas.

## Precauciones
Este compuesto puede ocasionar irritación en los ojos, en la piel y en el tracto respiratorio. Es combustible y tiene su punto de inflamabilidad a 127 °C.